# بوتلوة نصاوية
بوتلوة نصاوية (الاسم العلمي:Bouteloua aristidoides) هي نوع من النباتات تتبع جنس البوتلوة من الفصيلة النجيلية. وضع أسم هذا النبات على أساس تشابهه مع نبات النصي (الاسم العلمي:Aristida).